# واشونگا (اکلاهما)
واشونگا (به انگلیسی: Washunga) یک منطقهٔ مسکونی در ایالات متحده آمریکا است که در شهرستان کی، اکلاهما واقع شده‌است.